# Comuna de Kostrzyn
Kostrzyn (polaco: Gmina Kostrzyn) é uma gminy (comuna) na Polónia, na voivodia de Grande Polónia e no condado de Poznański.
De acordo com os censos de 2004, a comuna tem 14700 habitantes, com uma densidade 95,5 hab/km².

## Área
Estende-se por uma área de 154 km².

## Subdivisões
- Brzeźno, Czerlejnko, Czerlejno, Drzązgowo, Glinka, Gułtowy, Gwiazdowo, Iwno, Jagodno, Siedlec, Siedleczek, Siekierki Wielkie, Skałowo, Sokolniki Drzązgowskie, Strumiany, Tarnowo, Trzek, Węgierskie, Wiktorowo, Wróblewo.